# Rita Longa

Rita Longa

Rita Longa (14 tháng 6 năm 1912, Havana, Cuba - ngày 29 tháng 5 năm 2000, Havana, Cuba) là một nhà điêu khắc Cuba.
Bà lần đầu nghiên cứu nghệ thuật thương mại và sau một thời gian ngắn bà theo học Học viện Mỹ thuật 'San Alejandro', nhưng bà coi tự học là chính. Những tác phẩm của bà chủ yếu có chất liệu bằng đồng, đá cẩm thạch và gạch.
"Tiết tấu, uyển chuyển, duyên dáng, tinh tế và sang trọng là những phẩm chất xác định chất lượng hữu cơ của các tác phẩm được tạo nên bởi người nghệ sĩ này".
Bị ảnh hưởng bởi phong cách nghệ thuật Art Deco, Longa đã tạo ra những tác phẩm đã trở thành biểu tượng nơi mà chúng thuộc về. Los Venados (1947) miêu tả một gia đình hươu đứng ở lối vào Sở thú Havana. Ballerina bằng đá cẩm thạch (1950) tọa trên lối vào của quán cà phê Tropicana nổi tiếng thế giới. Một tác phẩm điêu khắc bằng đồng của Indian chief Hatuey (1953) đã trở thành biểu tượng của bia Hatuey được tìm thấy khắp đất nước Cuba.
Có lẽ tác phẩm nổi tiếng nhất của Longa là tác phẩm điêu khắc hiện đại  Space and Light (1953) được đặt ngay lối vào chính của Bải tàng Mỹ thuật Quốc gia,  Havana.

## Taino Indian Village
Nhà điêu khắc thường đến thăm những ngôi nhà ở bán đảo Zapata, Taino, của những người dân bản địa Cuba. Bị cuốn hút bởi văn hóa nơi đây, bà đã tạo ra 25 tác phẩm điêu khắc kích thước thật từ bụi đá cẩm thạch và bê tông mô tả cuộc sống hàng ngày của họ. Các tác phẩm hiện nay nằm rải rác trong ngôi làng Taino được xây dựng lại ở Guama mà bà đã thiết kế cùng với kiến trúc sư Mario Girona.